# Wladimir Wsewolodowitsch Monomach
Wladimir II. Wsewolodowitsch, genannt Monomach (altostslawisch Володимѣръ Всеволодовичь Мономахъ, russisch Владимир Всеволодович Мономах, ukrainisch Володимир Всеволодович Мономах Wolodymyr Wsewolodowytsch Monomach ; * 1053; † 19. Mai 1125) war Fürst von Smolensk, Perejaslaw, Tschernigow und von 1113 bis 1125 Großfürst von Kiew.

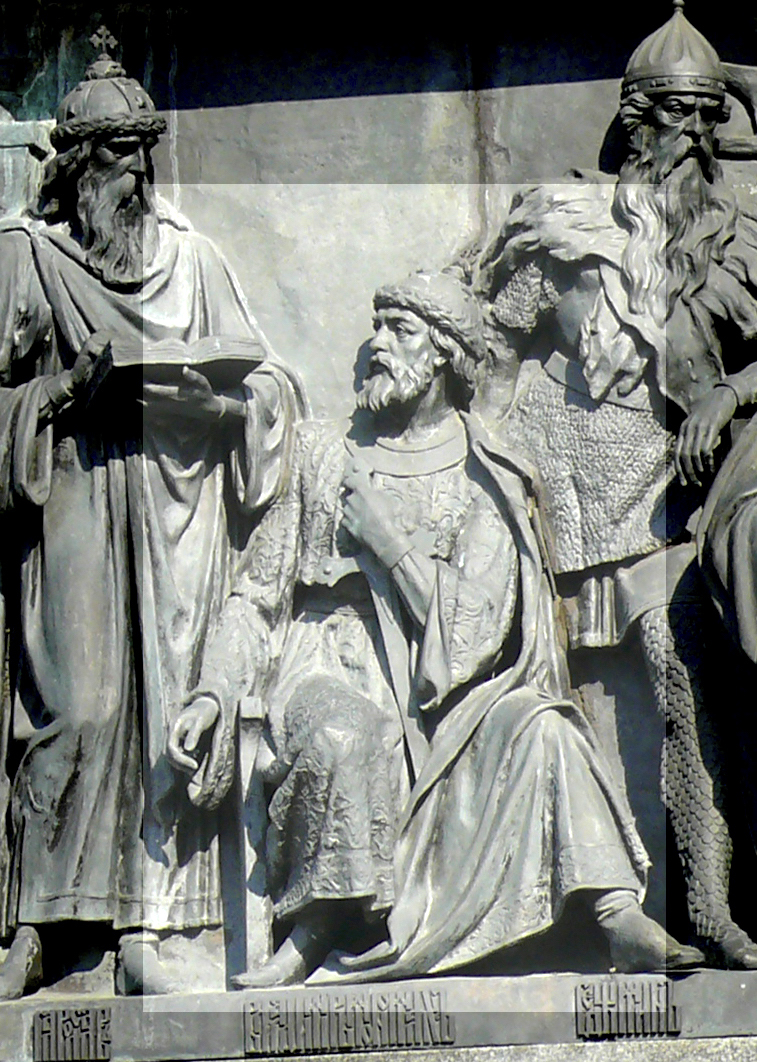
Wladimir Monomach auf dem Nationaldenkmal Tausend Jahre Russland in Nowgorod

Wladimir war der Sohn des Wsewolod Jaroslawitsch und der byzantinischen Prinzessin Anastasia (oder Irina), und Nachfolger seines Vetters Swjatopolk II. als Kiewer Großfürst. Er trägt seinen Beinamen „Monomach“ nach seinem Großvater mütterlicherseits, dem byzantinischen Kaiser Konstantin IX. Monomachos (Alleinkämpfer), und gilt als einer der wichtigsten mittelalterlichen Herrscher der Kiewer Rus.

## Innenpolitik
Nach dem Senioratsprinzip hätte Wladimir Monomach nicht an erster Stelle der möglichen Nachfolger Swjatopolks II. gestanden. Er hatte sich aber in den vorausgegangenen Kämpfen innerhalb der Rurikiden-Dynastie durch sein militärisches Geschick eine stabile Machtbasis verschafft und großes persönliches Ansehen gesammelt, so dass er 1113 seine Anwartschaft auf den Großfürstentitel durchsetzen konnte, nachdem er bereits 1097 auf dem Fürstentag von Ljubetsch erfolglos versucht hatte, das Senioratsprinzip abzuschwächen. Seit diesem Jahr führte Monomach ständig Kriege mit den Polowzern (Kumanen), die häufig im Bündnis mit Fürsten der Rus das Land verheerten.
Mit Wladimir Monomachs Regierungsantritt begann die letzte Blütephase der Kiewer Rus. Es gelang ihm, die Teilfürstentümer wieder stärker an das Zentrum Kiew zu binden, meist durch militärischen Druck und die Einsetzung seiner Söhne als Territorialfürsten. Er setzte sich für die rasche Beendigung der blutigen Fehden zwischen den Fürsten und für ein gemeinsames Vorgehen gegen die Polowzer ein. Diese Auffassung suchte Wladimir auf mehreren Fürstentagen (1097, 1100, 1103) durchzusetzen. Nach der Zusammenkunft von Dolobsk 1103 gelang es Monomach und den mit ihm verbündeten Fürsten der Rus, den Polowzern im Gefolge mehrerer Kriegszüge (1103, 1107, 1111) empfindliche Niederlagen beizubringen und die von dem kriegerischen Nomadenvolk ausgehende Gefahr vom Lande der Rus abzuwenden.
Nach dem Tode des Großfürsten Swjatopolk II. im Jahre 1113 kam es in Kiew zu einem Volksaufstand, in dessen Verlauf die Stadtobrigkeiten Wladimir Monomach den Kiewer Herrscherstuhl anboten, den dieser annahm.

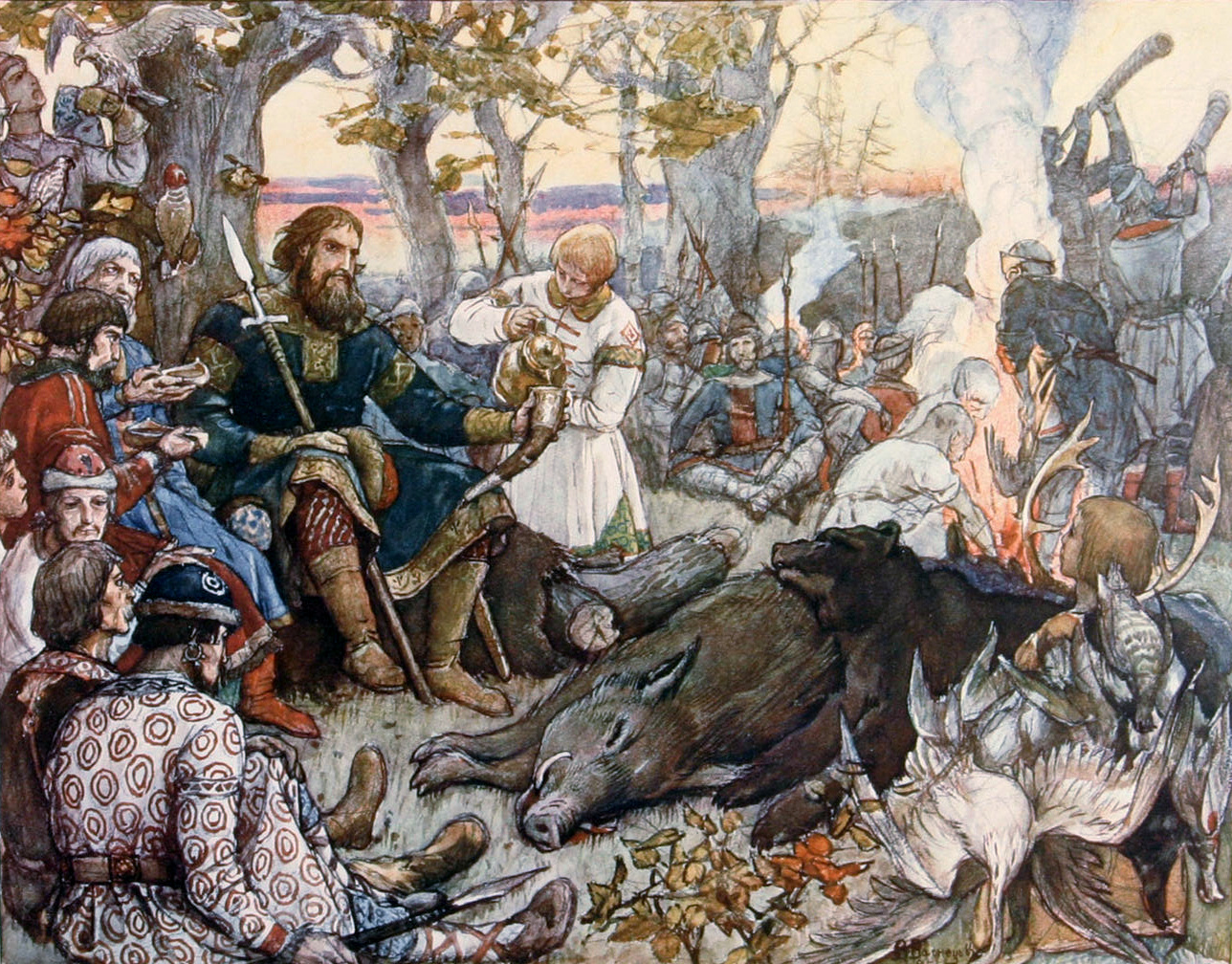
Wladimir Wsewolodowytsch 'Monomach' nach erfolgreicher Jagd, Bild von Wiktor Michailowitsch Wasnezow

Nach der Unterdrückung des Aufstandes sah sich Wladimir Monomach genötigt, Reformmaßnahmen durchzuführen und eine Neufassung der Sozialgesetzgebung in Gestalt einer gesonderten Verordnung vorzunehmen, die eine Verbesserung der Lebensverhältnisse der unteren Volksschichten beinhaltete. Die gleiche Geisteshaltung sprach aus seiner Moralschrift, betitelt „Belehrung“, die vom schriftstellerischen Talent des Großfürsten zeugt und in der er den friedlichen Interessenausgleich zwischen den Adeligen und den Bauern propagierte und dabei von sich das Idealbild eines gerechten Herrschers entwarf, der sich um die Sorgen seines Volkes kümmerte.
Wladimir Monomach starb im Alter von dreiundsiebzig Jahren. Nach seinem Tod fiel die Kiewer Rus endgültig auseinander. Aus seiner Ehe mit Gytha, Tochter des Königs Harold II. von England, stammte sein Sohn und Nachfolger Mstislaw I. Zu seinen Söhnen zählte auch Juri Dolgoruki, der Gründer von Moskau und der spätere mehrfache Großfürst von Kiew. Seine Tochter Maria (oder Marina) war mit dem byzantinischen Thronprätendenten Pseudo-Leon Diogenes († 1116) verheiratet.

## Außenpolitik
Der Feldzug gegen das Fürstentum Wolhynien löste Auseinandersetzungen mit den benachbarten Reichen Polen und Ungarn aus. Der dortige Fürst Jaroslaw Swjatopoltschitsch, der selbst die Großfürstenwürde der Kiewer Rus anstrebte, war ein Schwager Bolesław III. Schiefmund von Polen, seine erste Frau war eine Tochter Ladislaus’ I. von Ungarn gewesen. 1121 und 1123 unternahm Boleslaw III. mit der Unterstützung ungarischer und böhmischer Truppen Feldzüge gegen Wladimir Monomach, um Jaroslaw wieder einzusetzen. Dies gelang allerdings nicht, vor allem, weil das Bündnis der Feldzugsteilnehmer schnell zerfiel. Mit den Ungarn scheint Wladimir Monomach schnell wieder Frieden geschlossen zu haben. Darauf weist die Vermählung seiner Tochter Eufemija mit Koloman I. von Ungarn hin.
Wladimir Monomach mischte sich aktiv in die byzantinischen Thronstreitigkeiten ein und unterstützte Pseudo-Leon Diogenes. Im Russisch-Byzantinischen Krieg 1116–1123 hielten seine Truppen zeitweise mehrere byzantinische Städte an der unteren Donau besetzt. Am Ende arrangierte er sich mit dem Kaiser Johannes II. und seinem Sohn und Mitkaiser Alexios Komnenos Porphyrogennetos, der Monomachs Enkelin Dobrodeja von Kiew heiratete.
In der Regierungszeit Wladimir Monomachs spielte die Kiewer Rus innerhalb des europäischen Staatensystems des frühen Mittelalters eine wichtige Rolle. Es war daher nicht von ungefähr, dass über das Kiewer Reich sowohl nordische Dichter, deutsche Chronisten und Annalisten, byzantinische Historiker als auch arabische Reiseschriftsteller und persische Geographen berichteten.

## Die Mütze des Monomach
Die mit Edelsteinen verzierte Mütze des Monomach, eigentlich eine konische Krone aus Gold mit Zobelpelzrand (Monomachs Mütze, transliteriert Šapka Monomacha, russ. Шапка Мономаха) war lange Zeit als Krone der russischen Zaren in Gebrauch. Sie befindet sich heute im Moskauer Kreml. Es gibt ein russisches Sprichwort: „Schwer ist die Mütze Monomachs“, das immer noch im Russischen in Gebrauch ist. Mit dem Sprichwort weist man jemanden darauf hin, dass er zu viel Verantwortung übernommen hat, dass er sich überschätzt hat.